# Dhoke Budhal
Dhoke Budhal (Ourdou:ڈهوک  بدهال) est un village dans l'Union Council de Narali. Le village est situé dans le district de Rawalpindi au Pakistan.